# 桜田淳子
桜田 淳子（さくらだ じゅんこ、1958年〈昭和33年〉4月14日 - ）は、日本の歌手、元女優。かつては、サンミュージックプロダクションに所属していた。レコード会社はビクター音楽産業。身長161cm。秋田県秋田市新屋表町出身。愛称は、ジュンペイ、淳ちゃん、ズン子。3児の母。

## 生い立ち
父親は十條製紙に勤めたサラリーマン。一男二女の末っ子。幼少の頃、東京の大森に住んでいた綺麗な叔母が秋田に帰ってきて喋る、聞きなれない東京弁が流暢で耳に心地よく東京に憧れた。このため上京後も訛りの矯正には苦労しなかったという。幼稚園に上がった頃から人前で何かやるのが好きで、小学校では学芸会の常連だった。小さい頃から「せっかく生まれてきたんだから、秋田にいて平凡な人生は送りたくない。東京へ行きたい」とずっと考えていた。小学校6年のとき、将来何になりたいかというアンケートに"女優"と書いた。中学では演劇部を創設し部長になる。中学2年のとき、毎週観ていた『スター誕生!』で森昌子がグランプリに輝いた。自分と同じ年齢の合格者に驚き、乗り出すように画面を観ていると、秋田地区でオーディションをするので応募したい人はどうぞと字幕スーパーが出た。瞬時のためらいもなくハガキを出し、両親にも学校にも言わずオーディションに向かった。その日は夏台風の接近で交通機関の運休があり、応募7000人のうち、会場に集まったのは5000人だった。
秋田市立日新小学校→秋田市立秋田西中学校→品川女子学院中等部・高等部（転入）→国本女子高等学校（編入）卒業（1977年）。聖トマス大学卒業。

## 歌手として
1972年（昭和47年）7月19日（放映は8月6日）、中学2年生（14歳）の時に日本テレビの人気オーディション番組『スター誕生!』の秋田県民会館で行われたテレビ予選で牧葉ユミの「見知らぬ世界」を歌い、番組史上最高得点となる573点で合格。『スター誕生!』の金谷勲夫ディレクターは「予選に参加した560人の中で彼女だけ白い帽子を被ってニコニコしていた。誰が見てもあの子が本命と直感したほど煌めく笑顔が印象的でした。ちゃんと声さえ出してくれれば合格と誰もが思っていましたね」などと述べている。同年9月6日（放映は9月17日）、後楽園ホールで行われた第4回決戦大会で、これも番組史上最高の25社から獲得の意向を示すプラカードが上がり、審査員からの評価も圧倒的で最優秀賞（グランドチャンピオン）を受賞した。ホリプロ創業者の堀威夫の自伝『いつだって青春』によれば、当初、桜田はホリプロ入りの意向を示していたが、ホリプロには既に同番組出身の森昌子が所属しており、（スター誕生!の出身者が）同じ事務所ばかりに偏るのはどうかとの日本テレビ側の配慮もあって、サンミュージックに所属することになったという。桜田本人は、芸能界の悪いイメージの中にあって、森田健作はさわやかで清潔な印象があり、森田さんの所属事務所なら間違いないという、ただ一つの理由で、秋田にやってきた日本テレビのプロデューサーに「森田さんの事務所に行かせて下さい」と言ったと話している。サンミュージックの相澤秀禎社長はスカウトマンに「うちは、森田健作と野村将希と牧村三枝子のいる家庭的な事務所です、とそれだけ言え」と指示したという。1972年（昭和47年）10月中旬、先の大森の叔母宅に寄宿し、私立品川中学校（現・品川女子学院中等部）2年生に転入した。3年時に同じクラスに山口百恵が転入してきて、よく似た境遇でもあり、すぐに打ち解け親しくなる。高校進学の相談なども電話でよく話した。同年3月23日に二人で卒業するも高校は別々になった。
1973年（昭和48年）2月25日にビクター音楽産業より歌手デビュー。キャッチフレーズは“そよ風の天使”。デビュー曲「天使も夢みる」は、オリコンチャートでも12位につけるなど好スタートを切った。また、歌う時に被っていたキャスケット（2枚目のシングル「天使の初恋」まで）も桜田のトレードマークとなり、当時「エンジェルハット」と呼ばれて話題になった。この時点で既に人気アイドルの仲間入りを果たしていたが、その後、同じ『スター誕生!』出身で、同世代の森昌子・山口百恵と共に花の中三トリオ（当時）と呼ばれるようになり、国民的な人気を集める。トリオとしての名称は3年後の「高三トリオ」まで続いた。3枚目のシングル「わたしの青い鳥」のヒットで、第15回日本レコード大賞新人賞、第4回日本歌謡大賞放送音楽新人賞を受賞。さらにその年の大晦日には第15回日本レコード大賞の最優秀新人賞にも輝いた。
同年11月にリリースされた4枚目のシングル「花物語」で初めてオリコンチャートのベストテン入りを果たす。続く「三色すみれ」「黄色いリボン」「花占い」も順調にベストテン入りし、8枚目のシングル「はじめての出来事」ではオリコンチャート第1位を獲得。その後も「ひとり歩き」「十七の夏」「夏にご用心」「ねえ!気がついてよ」「気まぐれヴィーナス」「しあわせ芝居」「リップスティック」「サンタモニカの風」などなど、数々のヒットを飛ばし、トップアイドルとしての地位を不動のものにした。シングルは累計で600万枚近くを売り上げ、トータルで18曲をオリコンチャートのベストテンに送り込んでいる。デビュー3年目の1975年（昭和50年）には、オリコン・シングルレコード年間売上、マルベル堂のブロマイド売上、『月刊明星』の年間人気投票において、いずれも女性歌手部門の1位を獲得するなど（「マルベル堂」『明星』『平凡』『近代映画』首位の4冠は美空ひばり・吉永小百合に続くもの）で、名実共に1970年代を代表するトップアイドルのひとりであった。1974年6月、後に大きな影響を及ぼす姉が上京し同居する。
人気絶頂の時から「たかがアイドル、人気は今だけなんだ。歌手の自分は短命だろう」とずっと考えていた。学校では「淳ペイ」「淳ちゃん」と呼ばれて友達と対等でいられるのに、一歩仕事の世界に入ると10代の子供に大人から頭を下げられる世界。あるとき、車もあまり走ってないような地方に公演に行ったら、駅に着くと外車が待っていて、迎えの人から『先生』と呼ばれた。私のためにわざわざ外車を用意してくれたんだと思うと、イヤでイヤで、タクシーで行くと言い張ったが、結局説得された。挨拶させている自分が許せなくて、そのようなギャップにいつも迷っていた。「周りによく思われたい、生意気に思われたくないという意識が強く、ずっといい子でいさせてしまった」「周囲から歌手に向いてないと言われていたし、自分でもそう思う」などと話し、1983年に歌手活動を停止した。

## 女優として
もともと目立とう精神から何としても芸能界に入りたい、東京に行きたいという思いが強く、どちらかと言えば歌手より女優をやりたかった。まず歌手として頑張らなくちゃいけないという使命感が強く、歌手を続けることは重荷だった。コメディーリリーフとしてのセンスもあり、特に『8時だョ!全員集合』で見せた志村けんとの「夫婦コント」（『私って駄目な女』シリーズ）での絶妙なかけ合いは、音響、照明効果も相まって人気を博し、お茶の間だけでなく、井上ひさしら放送作家達からも絶賛された。歌手として活躍する一方で、女優としても1975年の映画『スプーン一杯の幸せ』を皮切りに、『遺書 白い少女』『若い人』『愛情の設計』『愛の嵐の中で』と、5本の映画で主演を務めていたが、1978年には東宝歌舞伎の大御所、長谷川一夫の指名により、『おはん長右衛門』で舞台女優にも挑戦。初舞台ながら長谷川一夫の相手役を演じたことで、役者としての資質が改めて注目されるようになった。その資質は翌年の市川崑監督作品『病院坂の首縊りの家』での一人二役を経て、1980年の初主演ミュージカル『アニーよ銃をとれ』で大きく開花し、その年の芸術祭大衆芸能部門（2部）優秀賞を、当時史上最年少で受賞するなど高い評価を得た。この頃から次第に女優としての活動に比重が置かれるようになっていき、1983年に発売された小椋佳作曲のシングル「眉月夜」のリリースを最後に歌手活動を停止、完全に女優業へ転向した。その後は数多くのテレビドラマ、舞台、映画で活躍、歌手時代のみならず女優に転向してからも、芸術選奨新人賞（大衆芸能部門　文部大臣新人賞）や菊田一夫演劇賞（演劇賞）を始め数多くの賞を受賞している。
「十七の夏」をリリースした1975年夏の甲子園大会は、東海大相模の原辰徳フィーバーで沸いたが、桜田も原に夢中になり、週刊誌なども騒いだ。ただ、桜田は『月刊明星』1979年3月号で「今までこんな話をしたことは初めてと思う」と「デビューしてから二度恋をした」と自身の20歳までの恋愛経験を話しており、「デビューの頃から憧れた人がいて、彼は仕事場で会う人で、一度だけドライブをして一度だけ握手したいいヤツで、憧れだけの恋だった。19歳までずっと片思いで、もうあんな苦しい気持ちはたくさん」と話していた。実名は書かれていない。その後、短期間、少し秋田のセンパイと付き合ったという。タモリが桜田の大ファンで、『森田一義アワー 笑っていいとも!』（フジテレビ）の名物コーナーだったテレフォンショッキングの第1回ゲストに招いた（1982年10月4日）。
『週刊プレイボーイ』、『平凡パンチ』、『明星』、『平凡』などで何度もグラビアを飾っている。またしゃべり方に特徴があり、ものまね番組などでサ行の発音をデフォルメして真似されることも多く、フジテレビのシチュエーションコメディ『やっぱり猫が好き』内でも、出演者の一人である小林聡美がたびたび桜田の物真似を披露している。アイドルでありながらリクエストされれば秋田弁でしゃべってみせたり、秋田音頭や持ち歌をお国訛りで歌ったりするなどサービス精神が旺盛で、1970年代後半に井関農機の田植機『さなえ』のCMに起用された際も、「やっぱし早苗だべさ」というお国訛りのセリフが有名になった。重度の近眼。

## 合同結婚式・芸能活動休止
1992年6月30日、5日前に山﨑浩子が2か月後に行われる世界基督教統一神霊協会（統一教会）の合同結婚式に参加することを記者会見したのに続き、同じ合同結婚式に参加することを記者会見で表明した。このとき、統一教会に入信していた姉の影響で19歳頃から入信していたことを自ら明らかにし、1992年8月25日にソウルオリンピック主競技場で開催された合同結婚式で会社役員と結ばれた。なお、桜田の実父は桜田の姉が統一教会に入信した際、全国原理運動被害者父母の会の支部（現 全国統一教会被害者家族の会）「秋田父母の会 陽光会」に参加し会長を務めたこともあった。
この合同結婚式に桜田ら有名人が何人も参加したことによって、統一教会と脱会した元信者らを中心とする反統一教会側との間の訴訟問題がよりクローズアップされるようになった。テレビ放送のワイドショーで統一教会の信者であることや霊感商法に関与したのではとの疑惑を取り沙汰され、非難・糾弾報道をされたこともあってか次第に発言そのものを控えるようになっていった。ちなみに桜田自身がこれらの件で告訴・逮捕・勾留・起訴・有罪判決や民事訴訟を起こされた事はないが、1992年の会見では違法性を指摘されていた霊感商法について「詐欺だとは考えていません」と言い放っている。
自分の所属していた事務所サンミュージックの社長・相澤秀禎に壷を売りつけていたのではという疑惑報道がなされたことがあったが、これについては、社長自身が桜田の親族を通じて200万円の壺を買っており、後日「淳子の純粋な気持ちは分かっている。彼女のためと思って私が買った」ことにされた。しかし、相澤は生前、「芸能人は夢を売る仕事です。霊感商法など反社会的な行為を行っている組織に関わってどうするのか。統一教会を辞めない限り、私は淳子を芸能界に戻すつもりはありません」と語っていた。
婚姻後は夫の地元の福井県敦賀市に移り住む。その後も桜田が信者の集会や教会関連のイベントで講演したりするたびに芸能マスコミが取り上げ、「統一教会の広告塔」だとして批判する図式が続いていた。一方で直接関係のない話題であっても、統一教会絡みの話題に「桜田淳子らが参加した合同結婚式で有名な」と名前を引用した当時のスポーツ紙・週刊誌の記事、ワイドショーのタイトルも相当数あり、結婚後のある時期からは、自らがメディアに顔を出す形での取材は一切受けていない。まれにマスコミ向けに出す著名人などへの慶弔のコメントも、すべて自筆の手紙という形で寄せている。
1993年の3月に公開された映画『お引越し』への最後の出演と1996年12月15日、都内で行われた統一教会クリスマスフェスティバルを最後に、以降は一切の芸能活動を休止した。騒動の最中、スポンサーが特定の宗教のイメージを嫌ってCMの契約が全部なくなったことや、「まわりには迷惑をかけられない」との理由で当たり役だった『細雪』の舞台（四女役）の降板を自ら申し出たことなどから、結婚後は仕事を干されたかのように報じられているが、3人の子供を出産後（いずれも自宅で自然分娩）、子育てに専念していた間にも映画出演などの具体的なオファーはいくつか来ていた。関係者や本人の弁によれば「子育てに忙しく身動きが取れない」という理由で全て断っていたとのことである。
2000年4月に夫が経営していた会社をたたみ、同年8月、夫の高齢の母の世話をするため、兵庫県西宮市に移り住む。その間の2003年9月、『桜田淳子BOX〜そよ風の天使〜』<完全生産限定10,000セット>が発売された際には、ブックレットに自筆メッセージを寄せている。2004年には東京都世田谷に転居。転居後も桜田が統一教会関連の集会で時折講演したり、歌を披露している姿が報じられたことなどから、一部のタブロイド紙では夫は統一教会の幹部になったという記事が掲載された時もあった。2006年12月19日発売の『女性自身』での夫への直撃インタビューでは夫自身がこれを完全否定、現在は会社を整理した際に残った資産の運用で生計を立てていると答えている。

## 近況
2006年11月24日にはエッセイ集『アイスルジュンバン』（集英社）を出版。子育てのこと、近所づきあい、学校の先生との触れ合いなどについてユーモアを交えながら綴っている。ただ、その良妻賢母ぶりに共感する声もあがる一方で、合同結婚式に参加し、マスコミから広告塔として騒がれたことについて一切触れていないとして、ワイドショーや週刊誌記事では軒並み批判的な論調が多かった。もっとも『婦人公論』（2007年1月22日付）のインタビューではこのことについても語っており、著書の中で触れなかったことに「隠したつもりはありません、ただ（教会のことについて）発言することでまた泥仕合になるのは避けたい、今の私は甘受したいと思います」と答えている。さらに同インタビューでは仕事復帰をほのめかす発言もしており、エッセイの出版や東京への引越もその足がかりではと見たマスコミによる、「桜田淳子 芸能界復帰へ」の憶測報道もなされた。
2007年、歌手時代に発表した全19枚のオリジナルアルバムがCDで復刻され、購入特典のメッセージ入りCD「声の手紙」（非売品）の中では、かつてのオリジナル作品3曲を間に挟む形で語り、およそ10数年ぶりに肉声を披露している。また2008年には、過去のライブアルバム9枚もCD化され、これに1979年にNHKで放送された『ビッグショー/桜田淳子 明日への序曲』のDVDを加えた『桜田淳子BOXスーパー・ライブ・コレクション』が発売されている。
2013年5月28日、サンミュージック代表取締役会長：相澤秀禎の通夜に参列し、16年半ぶりに公の場に現れた。
同年10月23日、デビュー40周年を記念し、本人自薦のベストアルバムにTV映像集を加えた『Thanks 40 〜青い鳥たちへ』を発売。11月26日には銀座博品館劇場にて「Thanks 40スペシャル〜ファン感謝DAY」を開催し、約21年ぶりにファンとの交流を果たした。
2017年4月7日、銀座博品館劇場で開催された『スクリーン・ミュージックの宴 with ピアニスター・HIROSHI』にゲスト出演し、80年代に主演したミュージカル「アニーよ銃をとれ」の主題歌である「ショウほど素敵な商売はない（There's No Business Like Show Business）」や、自身33枚目のシングル「化粧」など全5曲を披露。チケットが数分で完売するなど、現在も衰えぬ人気を証明した。
2018年2月7日、桜田淳子プロジェクトを発表。同年2月25日に35年ぶりの新録アルバム「マイ・アイドロジー」をリリース。同年3月21日にベストアルバム「Thanks45～しあわせの青い鳥」をビクター・エンタテイメントより発売、3月27日に銀座博品館劇場にて「"マイ・アイドロジー"スペシャル～ありがとうのかわりに」を開催した。

## ディスコグラフィ

### シングル
| #    | 発売日          | A/B面 | タイトル                           | 作詞         | 作曲       | 編曲              | 最高順位 (売上枚数) | 規格品番 |
| ---- | --------------- | ----- | ---------------------------------- | ------------ | ---------- | ----------------- | ------------------- | -------- |
| 1st  | 1973年 2月25日  | A面   | 天使も夢みる                       | 阿久悠       | 中村泰士   | 高田弘            | 12位 (12.1万枚)     | SV-1134  |
| 1st  | 1973年 2月25日  | B面   | 足長おじさん                       | 阿久悠       | 中村泰士   | 高田弘            | 12位 (12.1万枚)     | SV-1134  |
| 2nd  | 1973年 5月25日  | A面   | 天使の初恋                         | 阿久悠       | 中村泰士   | 高田弘            | 27位 (7.1万枚)      | SV-1142  |
| 2nd  | 1973年 5月25日  | B面   | 虹のほほえみ                       | 阿久悠       | 中村泰士   | 高田弘            | 27位 (7.1万枚)      | SV-1142  |
| 3rd  | 1973年 8月25日  | A面   | わたしの青い鳥                     | 阿久悠       | 中村泰士   | 高田弘            | 18位 (15.9万枚)     | SV-1151  |
| 3rd  | 1973年 8月25日  | B面   | 恋人になって!!                     | 阿久悠       | 中村泰士   | 高田弘            | 18位 (15.9万枚)     | SV-1151  |
| 4th  | 1973年 11月5日  | A面   | 花物語                             | 阿久悠       | 中村泰士   | あかのたちお      | 9位 (23.7万枚)      | SV-1161  |
| 4th  | 1973年 11月5日  | B面   | のっぽの恋人                       | 阿久悠       | 中村泰士   | 高田弘            | 9位 (23.7万枚)      | SV-1161  |
| 5th  | 1974年 2月25日  | A面   | 三色すみれ                         | 阿久悠       | 中村泰士   | 馬飼野康二        | 10位 (18.6万枚)     | SV-1172  |
| 5th  | 1974年 2月25日  | B面   | あなたのひとりごと                 | 阿久悠       | 中村泰士   | あかのたちお      | 10位 (18.6万枚)     | SV-1172  |
| 6th  | 1974年 5月25日  | A面   | 黄色いリボン                       | 阿久悠       | 森田公一   | 森田公一          | 10位 (16.5万枚)     | SV-1181  |
| 6th  | 1974年 5月25日  | B面   | 気になるあいつ                     | 阿久悠       | 森田公一   | 馬飼野康二        | 10位 (16.5万枚)     | SV-1181  |
| 7th  | 1974年 8月25日  | A面   | 花占い                             | 阿久悠       | 中村泰士   | あかのたちお      | 9位 (12.3万枚)      | SV-1193  |
| 7th  | 1974年 8月25日  | B面   | 白い貝がら                         | 阿久悠       | 中村泰士   | あかのたちお      | 9位 (12.3万枚)      | SV-1193  |
| 8th  | 1974年 12月5日  | A面   | はじめての出来事                   | 阿久悠       | 森田公一   | 竜崎孝路          | 1位 (52.7万枚)      | SV-1208  |
| 8th  | 1974年 12月5日  | B面   | 特別な気持                         | 阿久悠       | 森田公一   | 竜崎孝路          | 1位 (52.7万枚)      | SV-1208  |
| 9th  | 1975年 3月5日   | A面   | ひとり歩き                         | 阿久悠       | 筒美京平   | 筒美京平          | 4位 (34.1万枚)      | SV-1217  |
| 9th  | 1975年 3月5日   | B面   | 涙のいいわけ                       | 落合恵子     | 高田弘     | 高田弘            | 4位 (34.1万枚)      | SV-1217  |
| 10th | 1975年 5月10日  | A面   | 白い風よ                           | 石森史郎     | 桑原研郎   | 竜崎孝路          | 9位 (12.9万枚)      | SV-1231  |
| 10th | 1975年 5月10日  | B面   | だからわたしは                     | 石森史郎     | 桑原研郎   | 竜崎孝路          | 9位 (12.9万枚)      | SV-1231  |
| 11th | 1975年 6月5日   | A面   | 十七の夏                           | 阿久悠       | 森田公一   | 竜崎孝路          | 2位 (40.4万枚)      | SV-1232  |
| 11th | 1975年 6月5日   | B面   | 高原物語                           | 阿久悠       | 森田公一   | 竜崎孝路          | 2位 (40.4万枚)      | SV-1232  |
| 12th | 1975年 8月25日  | A面   | 天使のくちびる                     | 阿久悠       | 森田公一   | 竜崎孝路          | 4位 (28.1万枚)      | SV-1246  |
| 12th | 1975年 8月25日  | B面   | 叱られてから                       | 阿久悠       | 森田公一   | 竜崎孝路          | 4位 (28.1万枚)      | SV-1246  |
| 13th | 1975年 11月25日 | A面   | ゆれてる私                         | 阿久悠       | 森田公一   | 竜崎孝路          | 5位 (27.0万枚)      | SV-1261  |
| 13th | 1975年 11月25日 | B面   | あなたが恋しい                     | 阿久悠       | 森田公一   | 竜崎孝路          | 5位 (27.0万枚)      | SV-1261  |
| 14th | 1976年 2月25日  | A面   | 泣かないわ                         | 阿久悠       | 森田公一   | 萩田光雄          | 4位 (21.6万枚)      | SV-1279  |
| 14th | 1976年 2月25日  | B面   | あなたの接吻にはトゲがある         | 阿久悠       | 森田公一   | 萩田光雄          | 4位 (21.6万枚)      | SV-1279  |
| 15th | 1976年 5月25日  | A面   | 夏にご用心                         | 阿久悠       | 森田公一   | 高田弘            | 2位 (36.0万枚)      | SV-6009  |
| 15th | 1976年 5月25日  | B面   | 白い少女のバラード                 | 阿久悠       | 森田公一   | 竜崎孝路          | 2位 (36.0万枚)      | SV-6009  |
| 16th | 1976年 8月25日  | A面   | ねえ!気がついてよ                  | 阿久悠       | 大野克夫   | 大野克夫          | 2位 (28.6万枚)      | SV-6094  |
| 16th | 1976年 8月25日  | B面   | かかとの折れた靴をさげ             | 阿久悠       | 大野克夫   | 高田弘            | 2位 (28.6万枚)      | SV-6094  |
| 17th | 1976年 12月5日  | A面   | もう一度だけふり向いて             | 阿久悠       | 穂口雄右   | 高田弘            | 11位 (20.4万枚)     | SV-6133  |
| 17th | 1976年 12月5日  | B面   | 招待席                             | 阿久悠       | 水谷公生   | 水谷公生          | 11位 (20.4万枚)     | SV-6133  |
| 18th | 1977年 2月25日  | A面   | あなたのすべて                     | 阿久悠       | 和泉常寛   | 船山基紀          | 6位 (15.2万枚)      | SV-6178  |
| 18th | 1977年 2月25日  | B面   | 女らしく                           | 阿久悠       | 和泉常寛   | 船山基紀          | 6位 (15.2万枚)      | SV-6178  |
| 19th | 1977年 5月15日  | A面   | 気まぐれヴィーナス                 | 阿久悠       | 森田公一   | 船山基紀          | 7位 (21.0万枚)      | SV-6221  |
| 19th | 1977年 5月15日  | B面   | 若い人のテーマ                     | 阿久悠       | 森田公一   | 青木望            | 7位 (21.0万枚)      | SV-6221  |
| 20th | 1977年 9月5日   | A面   | もう戻れない                       | 阿久悠       | 筒美京平   | 船山基紀          | 8位 (14.4万枚)      | SV-6276  |
| 20th | 1977年 9月5日   | B面   | ロンリー・ガール                   | 阿久悠       | 筒美京平   | 船山基紀          | 8位 (14.4万枚)      | SV-6276  |
| 21st | 1977年 11月5日  | A面   | しあわせ芝居                       | 中島みゆき   | 中島みゆき | 船山基紀          | 3位 (36.5万枚)      | SV-6319  |
| 21st | 1977年 11月5日  | B面   | 晩秋                               | 穂口雄右     | 穂口雄右   | 穂口雄右          | 3位 (36.5万枚)      | SV-6319  |
| 22nd | 1978年 2月25日  | A面   | 追いかけてヨコハマ                 | 中島みゆき   | 中島みゆき | 船山基紀          | 11位 (16.4万枚)     | SV-6363  |
| 22nd | 1978年 2月25日  | B面   | エンゲージリング                   | 竜真知子     | 馬飼野康二 | 馬飼野康二        | 11位 (16.4万枚)     | SV-6363  |
| 23rd | 1978年 6月5日   | A面   | リップスティック                   | 松本隆       | 筒美京平   | 筒美京平          | 10位 (19.6万枚)     | SV-6416  |
| 23rd | 1978年 6月5日   | B面   | トロピカル・ランデブー             | 松本隆       | 筒美京平   | 萩田光雄          | 10位 (19.6万枚)     | SV-6416  |
| 24th | 1978年 9月5日   | A面   | 20才になれば                       | 中島みゆき   | 中島みゆき | 船山基紀          | 14位 (11.7万枚)     | SV-6468  |
| 24th | 1978年 9月5日   | B面   | サマータイム・ブルース             | 松本隆       | 筒美京平   | 萩田光雄          | 14位 (11.7万枚)     | SV-6468  |
| 25th | 1978年 12月25日 | A面   | 冬色の街                           | 橋本淳       | 中村泰士   | 萩田光雄          | 29位 (6.0万枚)      | SV-6531  |
| 25th | 1978年 12月25日 | B面   | メッセージ・ラブ                   | 一ツ橋けい子 | 小杉保夫   | 萩田光雄          | 29位 (6.0万枚)      | SV-6531  |
| 26th | 1979年 2月25日  | A面   | サンタモニカの風                   | 阿久悠       | 萩田光雄   | 萩田光雄          | 24位 (12.3万枚)     | SV-6552  |
| 26th | 1979年 2月25日  | B面   | 昼さがりのエレジー                 | 阿久悠       | 萩田光雄   | 萩田光雄          | 24位 (12.3万枚)     | SV-6552  |
| 27th | 1979年 5月25日  | A面   | MISS KISS                          | 阿久悠       | 佐藤準     | 佐藤準            | 25位 (6.6万枚)      | SV-6595  |
| 27th | 1979年 5月25日  | B面   | 女は自由                           | 阿久悠       | 佐藤準     | 佐藤準            | 25位 (6.6万枚)      | SV-6595  |
| 28th | 1979年 8月25日  | A面   | パーティー・イズ・オーバー         | 伊藤薫       | 伊藤薫     | 松井忠重          | 51位 (2.5万枚)      | SV-6618  |
| 28th | 1979年 8月25日  | B面   | まわれ私の恋よ                     | 門谷憲二     | 馬場孝幸   | 椎名和夫          | 51位 (2.5万枚)      | SV-6618  |
| 29th | 1979年 11月25日 | A面   | LADY                               | 尾崎亜美     | 尾崎亜美   | 鈴木茂            | 51位 (2.6万枚)      | SV-6651  |
| 29th | 1979年 11月25日 | B面   | あなたは魔術師                     | 尾崎亜美     | 尾崎亜美   | 鈴木茂            | 51位 (2.6万枚)      | SV-6651  |
| 30th | 1980年 4月21日  | A面   | 美しい夏                           | 康珍化       | 馬飼野康二 | 船山基紀          | 44位 (3.7万枚)      | SV-6693  |
| 30th | 1980年 4月21日  | B面   | ミスター・ブルー・スカイ           | 西尾尚子     | K.Klouse   | 松井忠重          | 44位 (3.7万枚)      | SV-6693  |
| 31st | 1980年 7月21日  | A面   | 夕暮れはラブ・ソング               | 岡本おさみ   | 深町純     | 深町純            | 65位 (1.9万枚)      | SV-7028  |
| 31st | 1980年 7月21日  | B面   | ひと房の葡萄                       | 藤公之介     | 深町純     | 深町純            | 65位 (1.9万枚)      | SV-7028  |
| 32nd | 1980年 10月21日 | A面   | 神戸で逢えたら                     | 三浦徳子     | 鈴木邦彦   | 鈴木邦彦 松井忠重 | 85位 (1.0万枚)      | SV-7054  |
| 32nd | 1980年 10月21日 | B面   | 愛の真ん中                         | 三浦徳子     | 鈴木邦彦   | 鈴木邦彦 松井忠重 | 85位 (1.0万枚)      | SV-7054  |
| 33rd | 1981年 1月1日   | A面   | 化粧                               | 中島みゆき   | 中島みゆき | 大村雅朗          | 42位 (7.5万枚)      | SV-7075  |
| 33rd | 1981年 1月1日   | B面   | 夢追い                             | 麻木かおる   | 小田裕一郎 | 信田かずお        | 42位 (7.5万枚)      | SV-7075  |
| 34th | 1981年 5月1日   | A面   | 玉ねぎむいたら…                    | 山上路夫     | 平尾昌晃   | 船山基紀          | -                   | SV-7112  |
| 34th | 1981年 5月1日   | B面   | 哀しみの前奏曲                     | 山上路夫     | 平尾昌晃   | 船山基紀          | -                   | SV-7112  |
| 35th | 1981年 6月5日   | A面   | ミスティー                         | 小林和子     | 小田裕一郎 | 大村雅朗          | 53位 (3.8万枚)      | SV-7120  |
| 35th | 1981年 6月5日   | B面   | 恋はSEE-SAW                        | 竜真知子     | 林哲司     | 松井忠重          | 53位 (3.8万枚)      | SV-7120  |
| 36th | 1981年 9月21日  | A面   | This is a "Boogie"                 | 実川俊       | 小田裕一郎 | 大村雅朗          | -                   | SV-7153  |
| 36th | 1981年 9月21日  | B面   | 刹那Tic                            | 麻木かおる   | 矢野顕子   | 大村雅朗          | -                   | SV-7153  |
| 37th | 1982年 8月5日   | A面   | 窓                                 | 犬丸秀       | 犬丸秀     | 青木望            | -                   | SV-7237  |
| 37th | 1982年 8月5日   | B面   | スウィート・スウィート・スウィート | 山上路夫     | 大野雄二   | 大野雄二          | -                   | SV-7237  |
| 38th | 1983年 9月5日   | A面   | 眉月夜                             | 茅野遊       | 小椋佳     | 奥慶一            | -                   | SV-7319  |
| 38th | 1983年 9月5日   | B面   | 数えないで                         | 小椋佳       | 小椋佳     | 奥慶一            | -                   | SV-7319  |

### アルバム

#### スタジオ・アルバム
- 2007年に、シングル盤の別テイクやオリジナルカラオケ等のボーナストラックを加えて、それぞれCDで復刻された。
- 各CDごとに2007年の桜田淳子へのインタビューを交えたライナーノーツがつけられている。

| #        | 発売日        | タイトル                         | 備考 | 規格品番  |
| 1970年代 | 1970年代      | 1970年代                         | 1970年代 | 1970年代  |
| -------- | ------------- | -------------------------------- | --- | --------- |
| 1st      | 1973年6月25日 | そよ風の天使                     | 「天使も夢みる」、「天使の初恋」他全12曲                                                                                   | SJX-134   |
| 2nd      | 1973年9月25日 | わたしの青い鳥                   | 「わたしの青い鳥」他全12曲                                                                                                 | SJX-146   |
| 3rd      | 1974年8月25日 | 16才の感情                       | 公募した詩の朗読を中心としたコンセプトアルバム                                                                             | SJX-184   |
| 4th      | 1975年3月25日 | スプーン一杯の幸せ               | 「ひとり歩き」他ナレーションと歌で構成                                                                                     | SJX-207   |
| 5th      | 1975年7月5日  | わたしの素顔                     | 「白い風よ」、「十七の夏」他ナレーションと歌で構成                                                                         | GX-1005   |
| 6th      | 1976年4月5日  | 青春前期                         | ナレーションと歌で構成 | SJX-10128 |
| 7th      | 1976年12月5日 | 熱い心の招待状                   | 「もう一度だけふり向いて」他全11曲                                                                                         | SJX-10171 |
| 8th      | 1977年7月25日 | ラブ・淳子が禁断の木の実を食べた | 「気まぐれヴィーナス」他全12曲                                                                                             | SJX-20002 |
| 9th      | 1977年12月5日 | しあわせ芝居                     | 「しあわせ芝居」他全11曲                                                                                                   | SJX-20002 |
| 10th     | 1978年4月25日 | ステンドグラス                   | 「追いかけてヨコハマ」他全12曲                                                                                             | SJX-20057 |
| 11th     | 1979年6月1日  | 一枚の絵                         | 西島三重子、丸山圭子の書き下ろし作品4曲を含む全10曲。シングル「MISS KISS」を収録                                           | SJX-20127 |
| 12th     | 1979年9月5日  | パーティー・イズ・オーバー       | 山下達郎作曲の「センチメンタル・ボーイ」「バカンスの終りに」を含む全12曲。シングル「パーティー・イズ・オーバー」を収録     | SJX-20151 |
| 1980年代 |               |                                  | |           |
| 13th     | 1981年3月5日  | あなたかもしれない               | シングルA面曲を一切含めずに構成された全10曲。桜田淳子自身が作詞を手掛けた「グッドバイ・ハッピーデイズ」を収録              | SJX-30052 |
| 14th     | 1981年11月5日 | My Dear                          | A面を矢野顕子が、B面を小田裕一郎がそれぞれ作曲を担当。シングル「ミスティー」、「This is a "Boogie"」を含む全10曲           | SJX-30099 |
| 15th     | 1983年9月21日 | ナチュラリー                     | タケカワユキヒデ、堀内孝雄、芳野藤丸らによる書き下ろしに加え、小椋佳作曲のシングル「眉月夜」を含む全10曲                   | SJX-30208 |
| 2010年代 |               |                                  | |           |
| 16th     | 2018年2月25日 | マイ・アイドロジー               | 35年ぶりの新曲「ありがとうのかわりに」、ヒット曲4曲のセルフカヴァー、朗読を含む全8トラック。全曲新録音の45周年記念アルバム | JS-001    |

#### カバー・アルバム
- 2007年に、シングル盤の別テイクやオリジナルカラオケ等のボーナストラックを加えて、それぞれCDで復刻された。
- 各CDごとに2007年の桜田淳子へのインタビューを交えたライナーノーツがつけられている。

| #        | 発売日         | タイトル     | 備考 | 売上枚数 | 規格品番  |
| 1970年代 | 1970年代       | 1970年代     | 1970年代 | 1970年代 | 1970年代  |
| -------- | -------------- | ------------ | --- | -------- | --------- |
| 1st      | 1974年1月10日  | 淳子と花物語 | 「花物語」、カヴァー曲を多数収録・全12曲                                                                       | 3.6万枚  | SJX-159   |
| 2nd      | 1974年3月25日  | 三色すみれ   | 「三色すみれ」、カヴァー曲を含む他全12曲                                                                       |          | SJX-169   |
| 3rd      | 1978年10月25日 | 20才になれば | 「20才になれば」を始め、中島みゆき作品のみで構成された全10曲。後のシングル盤とは別アレンジの「化粧」も収録     |          | SJX-20084 |
| 4th      | 1979年3月5日   | 愛のロマンス | 「アニー・ローリー」「ローレライ」「埴生の宿」「ブラームスの子守歌」といった外国曲の愛唱歌をカヴァーした全12曲 |          | SJX-20101 |

#### ライブ・アルバム
- 2008年にCD-BOX『桜田淳子BOX〜スーパー・ライブ・コレクション〜』で復刻された。

| #        | 発売日         | タイトル                                | 備考                                                                                                | 規格品番  |
| 1970年代 | 1970年代       | 1970年代                                | 1970年代                                                                                            | 1970年代  |
| -------- | -------------- | --------------------------------------- | --------------------------------------------------------------------------------------------------- | --------- |
| 1st      | 1974年12月20日 | 16才のリサイタル                        | 渋谷公会堂にて収録。司会・ナレーションは、当時日本テレビのアナウンサーだった徳光和夫が務めた。 CD-4 | SJX-196   |
| 2nd      | 1975年12月10日 | ビバ!セブンティーン 桜田淳子リサイタル2 | 文京公会堂にて収録 CD-4                                                                             | CD4B-5105 |
| 3rd      | 1976年9月5日   | 青春賛歌 桜田淳子リサイタル3ライブ      | 中野サンプラザにて収録                                                                              | SJX-8040  |
| 4th      | 1977年11月5日  | 桜田淳子リサイタルⅣ〜ラブ・トゥゲザー   | 東京芝郵便貯金ホールにて収録 2枚組                                                                  | SJX-8064  |
| 5th      | 1978年11月5日  | LIVE! 淳子リサイタル・5                 | 東京芝郵便貯金ホールにて収録                                                                        | SJX-20088 |
| 6th      | 1979年12月1日  | 淳子スーパー・ライブ〜リサイタル6       | 渋谷公会堂にて収録                                                                                  | SJX-20166 |
| 1980年代 |                |                                         | |           |
| 7th      | 1980年7月21日  | 私小説                                  | 博品館劇場にて収録                                                                                  | SJX-30015 |

#### ベスト・アルバム
| #        | 発売日         | タイトル                                                  | 備考                                                                                       | 規格品番      |          |
| 1970年代 | 1970年代       | 1970年代                                                  | 1970年代                                                                                   | 1970年代      | 1970年代 |
| -------- | -------------- | --------------------------------------------------------- | ------------------------------------------------------------------------------------------ | ------------- | -------- |
| 1st      | 1974年7月5日   | 桜田淳子グランド・デラックス                              | 新録カヴァー8曲、「黄色いリボン」を含む全16曲収録のベストアルバム                          | GX-5          |          |
| 2nd      | 1974年12月5日  | ベストコレクション'75                                     | 新曲12曲、「花占い」、「はじめての出来事」収録の2枚組ベストアルバム                        | SJV-756/7     |          |
| 3rd      | 1975年8月5日   | 桜田淳子スーパー・デラックス                              | 「わたしの青い鳥」を含む 全12曲収録のベストアルバム                                        | DX-10023      |          |
| 4th      | 1975年11月20日 | 桜田淳子ベストコレクション'76                             | 新曲12曲、「天使のくちびる」、「ゆれてる私」収録の2枚組ベストアルバム                      | SJV-832/3     |          |
| 5th      | 1976年10月25日 | 桜田淳子ベスト・ヒット・アルバム                          | 「泣かないわ」、「夏にご用心」、「ねえ!気がついてよ」収録のベストアルバム                  | GX-16         |          |
| 6th      | 1977年6月25日  | 淳子                                                      | 「あなたのすべて」収録の3枚組ベストアルバム                                                |               |          |
| 7th      | 1978年6月25日  | 桜田淳子ベスト・ヒット・アルバム                          | 「もう戻れない」、「リップスティック（アナザーヴァージョン)」収録のベストアルバム          | GX-34         |          |
| 8th      | 1979年7月1日   | しあわせ芝居／わたしの青い鳥                              | 「冬色の街」、「サンタモニカの風」収録の2枚組ベストアルバム                                | GX-5013       |          |
| 1980年代 |                |                                                           |                                                                                            |               |          |
| 9th      | 1980年12月5日  | My Road                                                   | 「LADY」、「美しい夏」、「夕暮れはラブ・ソング」、「神戸で逢えたら」収録のベストアルバム   | SJX-30036     |          |
| 10th     | 1986年3月31日  | 桜田淳子 スペシャル・セレクション                         | CDでの初のベストアルバム。知名度の高いヒット曲をほぼ網羅した全16曲収録                     | SJX-30036     |          |
| 1990年代 |                |                                                           |                                                                                            |               |          |
| 11th     | 1990年11月7日  | 桜田淳子 全曲集                                           | 全16曲                                                                                     | VICL-5035     |          |
| 11th     | 1995年10月27日 | 桜田淳子 BEST ONE                                         | 『桜田淳子 全曲集』の再発盤                                                                | VICL-5285     |          |
| 11th     | 2005年3月9日   | COLEZO! 桜田淳子ベスト                                    | 『桜田淳子 全曲集』『桜田淳子 BEST ONE』の再発盤                                           | VICL-41204    |          |
| 12th     | 1992年12月16日 | わたしの青い鳥 桜田淳子 REMIX & BEST                      | 「しあわせ芝居」、「リップスティック」、「LADY」他、全10曲をリニューアルアレンジしたベスト | VICL-5182     |          |
| 13th     | 1998年11月6日  | 桜田淳子 TWIN BEST                                        | ライブ音源等を含めた2枚組、計39トラックを収録                                              | VICL-41019/20 |          |
| 13th     | 2005年12月16日 | COLEZO! TWIN 桜田淳子                                     | 1998年発売「桜田淳子 TWIN BEST」の再発盤。                                                 | VICL-41290/1  |          |
| 2000年代 |                |                                                           |                                                                                            |               |          |
| 14th     | 2007年7月25日  | GOLDEN☆BEST 桜田淳子                                      | 「はじめての出来事」から「20才になれば」まで、オリコン集計の売上枚数順に上位24曲を収録     | VICL-62470    |          |
| 15th     | 2009年9月16日  | GOLDEN☆BEST 桜田淳子 コンプリート・シングル・コレクション | 「天使も夢みる」から「眉月夜」まで、全38枚のシングルA面曲を発売順に収録した2枚組           | VICL-63440/1  |          |
| 2010年代 |                |                                                           |                                                                                            |               |          |
| 16th     | 2015年2月11日  | ゴールデン☆アイドル 桜田淳子                              | 「天使も夢みる」から「眉月夜」まで、全38枚のシングルAB面曲を発売順に収録した4枚組          | VICL-70145/8  |          |

#### CD-BOX
| #        | 発売日         | タイトル                                                | 備考 | 規格品番  |
| 2000年代 | 2000年代       | 2000年代                                                | 2000年代 | 2000年代  |
| -------- | -------------- | ------------------------------------------------------- | --- | --------- |
| 1st      | 2003年9月21日  | 桜田淳子BOX〜そよ風の天使〜                             | 全シングルAB面のリマスター音源、及び15曲のオリジナルカラオケを収録したCD全5枚に、シングルの歌唱映像を年代順にほぼ網羅したDVD（53分）1枚を加え、限定1万セットで発売された。 桜田淳子本人を始め、阿久悠、中島みゆき、歴代担当ディレクター等がコメントを寄せたブックレットや、全シングルの縮小版ジャケットも収められている。 定価15,750円（税込）                             | VIZL-92   |
| 1st      | 2008年9月24日  | 桜田淳子BOX〜そよ風の天使〜                             | 完全受注生産による上記BOXのアンコールプレス盤。定価、及び収録内容等は同一である。 | VIZL-92   |
| 2nd      | 2008年8月6日   | 桜田淳子BOX〜スーパー・ライブ・コレクション〜           | 過去に発売された全てのライブ盤、及び主演映画「遺書・白い少女」のサントラ盤のリマスター音源を収録したCD全9枚と、1979年にNHKで放送された「ビッグショー」の模様を完全収録したDVD1枚が収められている。 尚、サントラ盤にはボーナストラックとして、シングルB面のオリジナルカラオケを5曲収録。                                                                                    | VIZL-289  |
| 2010年代 |                |                                                         | |           |
| 3rd      | 2013年10月23日 | 桜田淳子Thanks 40 〜青い鳥たちへ                        | デビュー40周年記念のアニバーサリーベストアルバム。 自らが監修した、10代のアイドル時代の曲を中心とした「THE IDOL」と今ステージを行うとしたらというコンセプトで選曲した「THE FAVORITE」の2枚のCD、それにTBS「8時だョ!全員集合」の歌唱シーンなど貴重な映像が収められたDVDの3枚組アルバム。 また「スペシャルBOOK」には桜田淳子本人からの書き下ろしメッセージが添えられている。 | VIZL-568  |
| 4th      | 2018年3月21日  | 桜田淳子Thanks 45 〜しあわせの青い鳥 The Live Anthology | デビュー45周年記念のアニバーサリーベストアルバム。 ライブ音源の中から自らが選曲した2枚のCD、文化放送「セイ!ヤング」の音源を収録したボーナスCD、NHKや渡辺プロダクションが保有するテレビ番組の歌唱シーンなど貴重な映像が収められたDVDの計4枚組アルバム。 また「スペシャルBOOK」には桜田淳子本人の書き下ろしメッセージ、ライナーノーツ、特別座談会が収録されている。          | VIZL-1333 |

### 参加作品
| 発売日 | タイトル     | 楽曲             | 規格品番 | 備考                                                     | 発売元           |
| ------ | ------------ | ---------------- | -------- | -------------------------------------------------------- | ---------------- |
| 1975年 | 君を奪いたい | 「春の恋人たち」 | SV-1229  | 山本明のデビューシングル。桜田がデュエット参加している。 | ビクター音楽産業 |

### タイアップ曲
| 楽曲                               | タイアップ                                 | 収録作品                         |
| ---------------------------------- | ------------------------------------------ | -------------------------------- |
| ひとり歩き                         | 松竹映画「スプーン一杯の幸せ」主題歌       | シングル「ひとり歩き」           |
| 白い風よ                           | NHK連続テレビ小説「水色の時」主題歌        | シングル「白い風よ」             |
| 白い少女のバラード                 | 松竹映画「遺書 白い少女」主題歌            | シングル「夏にご用心」           |
| 若い人のテーマ                     | 東宝映画「若い人」主題歌                   | シングル「気まぐれヴィーナス」   |
| 夕暮れはラブ・ソング               | TBS系テレビドラマ「愛の教育」主題歌        | シングル「夕暮れはラブ・ソング」 |
| 玉ねぎむいたら…                    | TBS系テレビドラマ「玉ねぎむいたら…」主題歌 | シングル「玉ねぎむいたら…」      |
| スウィート・スウィート・スウィート | TBS系テレビドラマ「はらぺこ同志」主題歌    | シングル「窓」                   |

## 出演

### NHK紅白歌合戦出場歴
| 出場年度／放送回          | 回 | 出場曲             | 対戦相手 | 備考                                                                           |
| ------------------------- | -- | ------------------ | -------- | ------------------------------------------------------------------------------ |
| 1974年（昭和49年） 第25回 | 初 | 黄色いリボン       | 堺正章   | 森昌子・山口百恵の2人が両脇で一緒に踊りながらコーラスを担当                    |
| 1975年（昭和50年） 第26回 | 2  | はじめての出来事   | 西城秀樹 | バックダンサーはテニスルック姿のキャンディーズと岩崎宏美の4人                  |
| 1976年（昭和51年） 第27回 | 3  | 夏にご用心         | 郷ひろみ | 由紀さおり・ちあきなおみ・岩崎宏美がバックコーラスを担当                       |
| 1977年（昭和52年） 第28回 | 4  | 気まぐれヴィーナス | 郷ひろみ | 先攻の紅組トップバッターを務め、歌い出しの歌詞の一部を紅白仕様に変更して歌唱   |
| 1978年（昭和53年） 第29回 | 5  | しあわせ芝居       | 西城秀樹 | この回では桜田淳子以外にも、研ナオコ、小柳ルミ子が中島みゆきの提供作品を歌唱   |
| 1979年（昭和54年） 第30回 | 6  | サンタモニカの風   | 野口五郎 | 高1トリオ以来続いた森昌子・山口百恵との揃っての出場はこの年が最後              |
| 1980年（昭和55年） 第31回 | 7  | 美しい夏           | 布施明   | 黒柳徹子と春風亭小朝の掛け合いが押してしまい、歌い出しに被ってしまうハプニング |
| 1981年（昭和56年） 第32回 | 8  | This is a "Boogie" | 加山雄三 | 直前に歌った西田敏行が居残る形でエスコートし、途中までパフォーマンスを披露     |
| 1982年（昭和57年） 第33回 | 9  | セーラー服と機関銃 | 沢田研二 | この年の紅白のテーマ企画を受ける形で薬師丸ひろ子のヒット曲を歌唱               |

### NHKみんなのうた出演歴
| 初放送年月                  | 曲目       | 再放送年月 | 備考                                                                     |
| --------------------------- | ---------- | ---------- | ------------------------------------------------------------------------ |
| 1975年（昭和50年）2月 - 3月 | 春のゆくえ | （なし）   | CD『NHKみんなのうた 60 アニバーサリー・ベスト 〜私と小鳥と鈴と〜』に収録 |

### 歌番組
- トップスターショー・歌ある限り（1977年、TBS）
- サウンド・イン"S"（1978年 他、TBS）
- ミュージックフェア（1978年 他、フジテレビ）
- ビッグショー「桜田淳子 明日への序曲」（1979年2月13日放送、NHK総合）
- ザ・スター（1981年7月15日放送、フジテレビ）
- その他「紅白歌のベストテン(日本テレビ)」、「夜のヒットスタジオ(フジテレビ)」、「ザ・ベストテン(TBS)」、「ベスト30歌謡曲(NET)」、「レッツゴーヤング(NHK総合)」、「ヤンヤン歌うスタジオ(テレビ東京)」等多数

### コンサート
【ワンマンショー】
- 桜田淳子ショー ひとり歩き（1975年4月25日 - 5月1日　日劇）
- 桜田淳子ショー 淳子の四季（1976年4月24日 - 4月30日　日劇）
- 桜田淳子ショー はばたけ若い人！（1977年4月26日 - 5月2日　日劇）
- 桜田淳子ショー 淳子満開！（1978年4月25日 - 5月1日　日劇）
- スーパーライブ！桜田淳子　さわやかな青春（1979年4月25日 - 5月1日　日劇）

【リサイタル】（主な公演のみ）
- 桜田淳子16歳のリサイタル（1974年　渋谷公会堂）
- 桜田淳子リサイタル2　ビパ！セブンティーン（1975年　文京公会堂　他）
- 青春賛歌〜桜田淳子リサイタル3（1976年　中野サンプラザ　他）
- 桜田淳子リサイタル4　ラブ・トゥゲザー（1977年　東京芝郵便貯金ホール　他）
- 桜田淳子リサイタル5（1978年　東京芝郵便貯金ホール　他）
- 桜田淳子スーパーライブ　リサイタル6（1979年　渋谷公会堂　他）
- 桜田淳子らいぶ　私小説（1980年　博品館劇場）
- いなたいコンサート　Misty Night（1981年　日比谷野外音楽堂）
- 桜田淳子ハプニングショー　ようこそ10YEARS（1982年　渋谷公会堂）デビュー10周年記念コンサート

【ジョイント】
- 森田健作・桜田淳子ショー（1974年5月4日 - 5月10日　日劇）森田健作との共演
- 花の三人娘／涙の卒業式（1977年　日本武道館）森昌子、山口百恵との共演

### 映画
- 恋は放課後（松竹 1973年）ゆき役 「わたしの青い鳥」の歌唱
- ときめき（松竹 1973年）本人役 「天使の初恋」の歌唱
- ひとつぶの涙（松竹 1973年）小野寺真奈美役 「花物語」の歌唱
- 涙のあとから微笑みが（松竹 1974年）中根伸子役 「三色すみれ」の歌唱
- スプーン一杯の幸せ（松竹 1975年）主演　梅村乃里子役
- 花の高2トリオ 初恋時代（東宝 1975年）高木アカネ役　森昌子、山口百恵と共演
- 男はつらいよ 葛飾立志篇（松竹 1975年）最上順子役
- 遺書 白い少女（松竹 1976年）主演　中原亜砂子役
- 若い人（東宝 1977年）主演　江波恵子役
- 愛情の設計（松竹 1977年）主演　槙村美世役
- 昌子・淳子・百恵 涙の卒業式〜出発〜（東宝 1977年）高3トリオの卒業コンサートの模様を追ったドキュメント
- 愛の嵐の中で（東宝 1978年）主演　黛夏子役
- 病院坂の首縊りの家（東宝 1979年）「法眼由香利」と「山内小雪」の2役
- 動乱（東映 1980年）高見葉子役
- おれは男だ! 完結編（松竹 1987年）友情出演
- イタズ（東映 1987年）岩田キミ役
- 海へ 〜See you〜（東宝 1988年）竹井夕子役
- 善人の条件（松竹 1989年）柳田邦子役
- 花の降る午後（東宝 1989年）荒木実沙役
- オーロラの下で（東映 1990年）鈴木うめ役
- 白い手（東宝 1990年）
- ストロベリー・ロード（東宝 1991年）尚子役
- 曼荼羅 若き日の弘法大師・空海（東宝東和 1991年）喜娘役
- お引越し（日本ヘラルド映画 1993年）漆場なずな役

### 舞台
- おはん長右衛門（1978年10月 東京宝塚劇場）ヒロイン　おはん役
- おはん長右衛門（1980年3月 新歌舞伎座）ヒロイン　おはん役
- アニーよ銃をとれ（1980年10月 新宿コマ劇場）主演　アニー・オークリー役
- 大奥最後の日（1983年5月 帝国劇場）弥生役
- アニーよ銃をとれ（1983年9月 シアターアプル）主演　アニー・オークリー役
- 淳子とタモリの“あなただけ今晩は”（1983年12月 シアターアプル）ダイアナ役
- 細雪（1984年2月 東京宝塚）四女　妙子役
- リトル・ショップ・オブ・ホラーズ（1984年8月 博品館劇場）ヒロイン　オードリー役
- 細雪（1985年5月 東京宝塚）四女　妙子役
- 細雪（1985年8月 国立文楽劇場）四女　妙子役
- エドの舞踏会（1986年2月 東京宝塚）マダム貞奴役
- 細雪（1986年3月 中日劇場）四女　妙子役
- 十二夜（1986年7月 日生劇場）オリヴィア役
- アニーよ銃をとれ（1986年10月 シアターアプル）主演　アニー・オークリー役
- 女坂（1988年1月 東京宝塚）由美役
- 細雪（1988年5月 東京宝塚）四女　妙子役
- 細雪（1989年1月 国立文楽劇場）四女　妙子役
- 野田版・国姓爺合戦（1989年11月 銀座セゾン劇場）「ゆう姫」と「乞食女オナカ」の2役
- 細雪（1990年10月 東京宝塚）四女　妙子役
- 細雪（1990年11月 中日劇場）四女　妙子役
- 楡家の人びと（1991年5月 東京宝塚）楡桃子役
- 墨東綺譚（1991年11月 帝国劇場）お絹役

### ドラマ
【レギュラードラマ】
- てんつくてん（1974年、日本テレビ）三波伸介、森昌子などと共演。
- となりのとなり（1974年 - 1975年、日本テレビ） 主人公の娘役
- あこがれ共同隊（1975年、TBS）ヒロイン　郷ひろみ、西城秀樹などと共演。
- 気になる季節（1977 - 1978年、テレビ朝日）主人公（ピンク・レディー）のいとこ役。
- 江戸プロフェッショナル・必殺商売人（1978年、朝日放送・松竹）オープニングのナレーションを担当。
- かたぐるま（1979年、日本テレビ）ヒロイン
- 愛の教育（1980年、TBS）主演 ユキ役
- 玉ねぎむいたら…（1981年、TBS）主演 斉藤小浪役
- はらぺこ同志（1982年、TBS）ヒロイン まゆ役
- ドラマ人間模様「街〜若者たちは今」（1982年、NHK総合）主演 律子役
- 外科医 城戸修平（1983年、TBS）ヒロイン
- 25才たち・危うい予感（1984年、日本テレビ）主演 早川波子役
- 許せない結婚（1985年、TBS）
- 銀河テレビ小説「季節はずれの蜃気楼」（1985年、NHK総合）主演 西山夕子役
- 連続テレビ小説「澪つくし」（1985年、NHK総合）坂東律子役
- 大河ドラマ「独眼竜政宗」（1987年、NHK総合）愛姫役
- ニューヨーク恋物語（1988年、フジテレビ）相川里美役
- 池中玄太80キロIII（1989年、日本テレビ）小日向あきら役

【単発主演ドラマ】
- 東芝日曜劇場（TBS）
  - 第1119回「初恋通りゃんせ」（1978年）
  - 第1337回「城下町の夏」（1982年）
  - 第1375回「花咲く街で」（1983年）
  - 第1494回「おーい春子」（1985年）
  - 第1509回「プロポーズをもういちど」（1985年）
  - 第1560回「女マンガ家故郷へ帰る」（1986年）
- 土曜ワイド劇場（テレビ朝日）
  - 「わかれ道〜ある朝炎のように」（1978年）
  - 「魚たちと眠れ　洋上女子大学殺人事件」（1978年）
  - 「裏窓の花嫁」（1986年）
- 夫婦は夫婦「魔が過ぎた時」（1981年、フジテレビ）
- 女優シリーズ 妻たちは……「ふりむけば春」（1982年、フジテレビ）
- 月曜ワイド劇場「かりそめの妻」（1982年、テレビ朝日）
- 火曜サスペンス劇場（日本テレビ）
  - 「危機一髪の女」（1982年）
  - 「遅すぎた手紙」（1984年）
- 「海よ眠れ・PARTII〜愛と青春の輝き」（1984年、TBS）
- 水曜ドラマスペシャル（TBS）
  - 「湖に立つ女」（1986年）本編冒頭で原作者の 夏樹静子 本人が「ナツキ先生＝役名」としてゲスト出演 [ノン・クレジット]
  - 「遺言を頼まれた女」（1987年）
  - 「麗子の決闘〜銃口に愛をこめて」（1992年）
- 金曜女のドラマスペシャル「悪魔からの通告」（1986年、フジテレビ）
- 日本放送作家教会脚本公募入選作「いもうと〜異父妹〜」（1989年、NHK総合）
- 水曜グランドロマン（日本テレビ）
  - 「思春期外来」（1989年）
  - 「合鍵の女」（1991年）
- 世にも奇妙な物語（フジテレビ）
  - 「ゴミが捨てられない」（1990年）沢田薫役
  - 「8時50分」（1991年）広美役
- 月曜ドラマスペシャル「警察官の妻たち」（1991年、TBS）
- 火曜ミステリー劇場『黄金の犬』（1991年、テレビ朝日）北守礼子役
- 木曜ゴールデンドラマ（よみうりテレビ）
  - 「ハンサムガールズ〜いい女は夜眠れない」（1991年）
  - 「ハンサムガールズII〜結婚は女が選択する」（1991年）
  - 「株式会社の妻たち」（1991年）
- 土曜ドラマ「オバサンなんて呼ばないで!」（1992年、NHK総合）野村洋子役
- 本当にあった怖い話「死の声が聞こえる」（1992年、テレビ朝日）
- 旅情サスペンス「函館幸坂・ふたりの女」（1992年、フジテレビ）

【単発ゲスト出演】
- どっこい大作 第3部 第59話「咲け!のぞみの花」（1973年、NET） 篠田梨花役
- 若い!先生 第2話「17歳の花ことば」（1974年、TBS）篠田三郎と共演。楠本夕子役
- だいこんの花・第四部 第13話 (1974年、NET)
- 日本テレビ開局25周年記念ドラマ「希望の大地〜75万人の日系ブラジル移民」（1978年、日本テレビ）
- 水戸黄門 第13部 第8話「悲願を秘めた蜆売り・吉田」（1982年 TBS・C.A.L）柏木妙役
- 月曜ワイド劇場「義母と小姑」（1983年、テレビ朝日）ヒロイン
- 新春ドラマスペシャル（フジテレビ）
  - 人見おんな物語〜鳥影の関（1983年）
  - なつかしい春が来た（1988年）
- 大奥（1984年、関西テレビ）ヒロイン おまき役
  - 第40話「消えた女の伝説」
  - 第41話「疑惑の小公女」
- 北方領土返還キャンペーンドラマ「海鳴り」（1984年、北海道放送）ヒロイン
- 花王名人劇場 「寝ぼけ署長」（1984年、関西テレビ）斉明寺ゆき役
- ドラマスペシャル「忍の一字」（1985年3月23日、NHK総合）ヒロイン ツル 役
- 特別企画ドラマ「閨閥」（1990年、TBS）
- 浮浪雲 第23話 (1991年、TBS)
- 男と女のミステリー『プアゾンの匂う女』（1991年、フジテレビ）
- 金曜ドラマシアター「居酒屋兆治」（1992年、フジテレビ）ヒロイン
- 月曜ドラマスペシャル「ホテル開業（オープン）」（1990年、TBS）ヒロイン
- 木曜ゴールデンドラマ（よみうりテレビ）
  - 「父と娘〜空白の18年」（1983年）ヒロイン
  - 「愛・かなしくても愛」（1986年）
- 12時間超ワイドドラマ「天下の副将軍水戸光圀　徳川御三家の激闘」（1992年、テレビ東京）ヒロイン やち役
- 終戦記念特別企画「象のいない動物園」（1992年、フジテレビ）ヒロイン

### CM
- ダリヤ ダリヤリップクリーム、ベネルック化粧品・ピアノセット／1973年 - 1975年
- 東京靴下 レインボーソックス／1974年
- 山一證券 1973年 - 1976年
- SSK プリンゼ／1974年
- 日本模型 エレキベースギタープラモデル／1974年 - 1975年
- 尾崎商事 カンコー学生服／1974 - 1977年
- 日本ビクター（現・JVCケンウッド） 純白カラーテレビ／1975年
- 学研 中一コース、学研ニューコース／1975年 - 1977年
- 江崎グリコ マカナッツチョコレート、コメッコ、知床しぶき、パリポ、しぐれ 他／1975年 - 1979年
- エスエス製薬 新エスタックW、ブロン液／1975年 - 1980年
- 井関農機（ヰセキ） 田植機「さなえ」シリーズ／1975 - 1982年
- 松下電器産業 ルームエアコン楽園（CMソングのみ）／1979年
- サンヨー食品 カップスター／1979年 - 1980年
- 日本電信電話公社（現・NTT） ミニプッシュホン／1980年 - 1982年
- マンナンライフ 食物せんいの素／1981年
- サンポット（現・長府製作所） ファンヒーター／1981年 - 1983年
- 共同石油（現・ENEOS） (CMソングのみ）
- 小林製薬 芳香剤（HANAE MORI・蝶）／1985年
- わかもと製薬 強力わかもと／1986年
- セブン-イレブン・ジャパン セブン-イレブン／1989年（ナレーションのみ）
- 味の素 ニューパルスイート（CMソングのみ）
- ホテル花水木／1988年 - 1991年
- 浜乙女
- 東洋証券
- リンレイ 1990年
- JR ナイスミディパス／1992年

### バラエティ番組
【レギュラー】
- カリキュラマシーン（1974年　日本テレビ）

［音楽バラエティショウ特別企画これが音声多重放送だ！］（1978年）
- 西田敏行・桜田淳子のもちろん正解（1983年、TBS）
- 単発ゲストでは「8時だョ!全員集合(TBS)」、「ドリフ大爆笑(フジテレビ)」、「カックラキン大放送!!(日本テレビ)」、「笑アップ歌謡大作戦(テレビ朝日)」他多数。笑っていいとも!(フジテレビ)」のテレフォンショッキングの第1回のゲストでもある。また、11歳の時に「おくにじまん日本一(日本テレビ)」の「ちびっ子まねっ子コンテスト」に素人として出演している。

### ラジオ
- セイ!ヤング　月曜パーソナリティー（1980年 - 1981年　文化放送）

## 映像作品

### VHS
- 歌の妖精 第6巻（日本音楽教育センター） 「わたしの青い鳥」「はじめての出来事」「ひとり歩き」「十七の夏」「ゆれてる私」「夏にご用心」「ねえ!気がついてよ」の歌唱シーンを収録。

### DVD
- カリキュラマシーン ベストセレクション VOL.1 - VOL.3（バップ）
- 日本テレビ SPECIAL PRESENTS『スター誕生! CD&DVD-BOX』（バップ）2011年3月発売
- Masako / Junko / Momoe Memorial Box 「初恋時代 / 出発(たびだち)」（ソニー・ミュージック ダイレクト）2011年8月発売

病院坂の首縊りの家
玉ねぎむいたら…
花の降る午後
はらぺこ同志
独眼竜政宗
居酒屋兆治
水戸黄門
オーロラの下で
池中玄太80キロIII
澪つくし
どっこい大作

## 写真集
- 『ためらい―恋する人へ 桜田淳子写真詩集』 ワニブックス 1980年
- 『JUNKO―JUNKO SAKURADA 30,SECOND BIRTHDAY』 小学館 1988年

『あなたと淳子の詩集7594人のコーラス』レオ企画　1977年

## 著作
- 『サラの瞳』 みみずくぷれす 1984年1月 ISBN 4943960103
- 『テレビ人生!「そんなわけで!!」録』 池田文雄著 コアラブックス（イラストを担当） 1985年12月
- 『神様がくれた贈り物（シルク）』 角川書店 1992年9月 ISBN 4041834015
- 『アイスルジュンバン』 集英社 2006年11月 ISBN 4087804518

## 受賞歴
- 1973年度
  - 新宿音楽祭 銀賞
  - 日本歌謡大賞 放送音楽新人賞 「わたしの青い鳥」
  - 日本レコード大賞 最優秀新人賞 「わたしの青い鳥」
- 1974年度
  - 日本歌謡大賞 放送音楽プロデューサー連盟賞
- 1975年度
  - オリコン・シングルレコード年間売り上げ 女性歌手個人 第1位
  - ブロマイド売り上げ 女性歌手部門 第1位
  - 横浜音楽祭 大衆賞受賞
  - 日本テレビ音楽祭 トップ・アイドル賞
  - あなたが選ぶ全日本歌謡音楽祭 ベストアクション賞
  - FNS歌謡祭 最優秀歌謡音楽賞（下期） 「天使のくちびる」
  - 日本歌謡大賞 放送音楽賞 「天使のくちびる」
  - 日本レコード大賞 大衆賞 「『十七の夏』他一連のヒット曲」
- 1976年度
  - 日本テレビ音楽祭 敢闘賞受賞
  - あなたが選ぶ全日本歌謡祭 ベストアクション賞
  - 日本歌謡大賞 放送音楽プロデューサー連盟賞 「夏にご用心」
- 1977年度
  - 日本テレビ音楽祭 特別賞受賞
  - 新宿音楽祭 ベスト10受賞
  - あなたが選ぶ全日本歌謡祭 ベストアクション賞
  - 日本歌謡大賞 放送音楽プロデューサー連盟賞 「もう戻れない」
  - 日本レコード大賞 大賞候補曲ベスト10選出 「気まぐれヴィーナス」
- 1978年度
  - 日本テレビ音楽祭 グランプリ候補
  - あなたが選ぶ全日本歌謡祭 男性視聴者賞 「20才になれば」
  - FNS歌謡祭 歌謡音楽賞 「20才になれば」
  - 全日本有線放送大賞 優秀スター賞 「20才になれば」
  - 日本歌謡大賞 放送音楽プロデューサー連盟賞 「20才になれば」
  - 日本レコード大賞 金賞 「しあわせ芝居」
- 1979年度
  - 日本テレビ音楽祭 グランプリ候補
- 1980年度
  - 日本テレビ音楽祭 グランプリ候補
  - 昭和55年度　第35回文化庁芸術祭　大衆芸能第2部門 優秀賞　ミュージカル「アニーよ銃をとれ」における演技に対して。
- 1981年度
  - 日本テレビ音楽祭 グランプリ候補
- 1986年度
  - 昭和61年度　第37回芸術選奨　大衆芸能部門 文部大臣新人賞

　　　受賞理由　「ミュージカル『アニーよ銃をとれ』の演技は、優れた女優としての地位を確実に獲得したといえる。
　　　　　　　　　　　また『エドの舞踏会』『十二夜』でもその実力が開花し、今後がいよいよ期待される。」 
- 1987年度
  - 第13回菊田一夫演劇賞 演劇賞 『女坂』の由美の演技に対して。
  - 第12回報知映画賞 助演女優賞 映画『イタズ』の演技
- 1988年度
  - 第62回キネマ旬報ベスト・テン 助演女優賞 映画『イタズ』の演技
  - 第12回日本アカデミー賞 助演女優賞 映画『イタズ』の演技
- 1990年度
  - 第14回日本アカデミー賞 助演女優賞 映画『花の降る午後』の演技
- 1991年度
  - 第12回日本文芸大賞 ルポルタージュ賞 シルクロード探検ルポ『神様がくれた贈り物』
- 1993年度
  - 第67回キネマ旬報ベスト・テン 助演女優賞 映画『お引越し』の演技
  - 第48回毎日映画コンクール 助演女優賞 映画『お引越し』の演技
  - 第18回報知映画賞 助演女優賞 映画『お引越し』の演技